# Mesih Pasja
Mesi Pasja of Misac Pasja (gestorven: Galata, november 1501) was een Ottomaans staatsman. Hij was aan het hof in dienst als Kapudan Pasja en als Grootvizier (1499-1501). Mesih Pasja was van Byzantijnse origine uit het huis van de Paleologen, maar werd moslim. Mesih Pasja stierf in 1501 in Galata aan een paar oorlogswonden die hij op Lesbos had opgelopen tijdens een Frans-Venetiaanse aanval.